# Mandula
Mandula (kinesiska: 满都拉, 满都拉苏木) är en socken i Kina. Den ligger i den autonoma regionen Inre Mongoliet, i den norra delen av landet, omkring 230 kilometer nordväst om regionhuvudstaden Hohhot.
Genomsnittlig årsnederbörd är 319 millimeter. Den regnigaste månaden är juni, med i genomsnitt 73 mm nederbörd, och den torraste är januari, med 1 mm nederbörd.